# Iglesia de Santa María la Real (Placencia de las Armas)
La iglesia de Santa María la Real o Nuestra Señora de la Asunción es un templo católico de la localidad  guipuzcoana de Placencia de las Armas, en el País Vasco en España. Es la iglesia parroquial de la villa.
Las primeras reseñas de la iglesia de Santa María la Real se remontan al siglo XIII. La obra actual es de la segunda mitad del siglo XVI aunque se completó en el XVIII y está realizada en   estilo gótico con añadidos renacentistas. En 1632 se construyen las naves laterales, en 1686 la torre y en 1715 la arcada que soporta el coro, barroca de Antonio de Anguiozar. El retablo, neoclásico, es obra de Ventura Rodríguez y la obra fue dirigida por el arquitecto Miguel Antonio de Jauregui. Es reseñable un atrio, o pórtico, de madera tallada de 1666, lo diseñó el maestro carpintero de Deva, Antonio de Anziondo y lo realizó Pedro de Aldazábal Madalceta, con motivos renacentistas y barrocos. Se restauró integralmente en los años 80 del siglo XX. El dácada de 1980 re sealizó una profunda restauración.

## Descripción
La iglesia de Santa María la Real se menciona como iglesia parroquial del lugar en 1862 en el Diccionario histórico-geográfico-descriptivo de los pueblos, valles, partidos, alcaldías y uniones de Guipúzcoa  de Pablo de Gorosábel, donde aparece descrita con las siguientes palabras:

La única iglesia parquial se titula Santa María la Real, como de patronato de su magestad; por cuya merced provee sus piezas eclesiásticas el duque de Ciudad Real. El clero se compone de seis beneficiados; de los que cuatro son de racion entera y dos de media, sirviendo el curato uno de ellos.
(Gorosábel, 1862, pp. 149-150)

El historiador local Ramón Leturiondo Altube la describe de la siguiente forma 

La iglesia parroquial de la Asunción de Nuestra Señora que hoy conocemos en Soraluz fue construida en el siglo XVI. Se comenzó a construir en el siglo XVIII, y se completó por tramos hasta el siglo XVIII. Por ello, la iglesia actual recoge los diferentes estilos que se discutieron durante la Época Moderna: gótico tardío gardún, gótico vasco o columnar, barroco y neoclásico; todo esto, sin embargo, no ha impedido que la iglesia que ha llegado hasta nuestros días alcance una armoniosa y bella unidad estética.

Es un templo con tres naves y cuatro tramos, en origen de planta rectangular y de una sola nave. El presbiterio está confrmado por un ábside ochavado, transormado en el siglo XVIII, y las naves están  cubiertas por  bóveda de crucería con combados curvos, es del XVI, de crucería complicada con dobles terceletes y nervios curvos que forman dibujos semejando flores.
Los tramos se forman con tres columnas, que en el presbiterio tienen capiteles góticos y basas. A los pies, sobre un arco carpanel decorado se alza el coro cuya balconada está realizada con una barandilla de   hierro forjado. Bajo el coro, en el lado de la epístola se ubica la capilla bautismal, juto bajo la torre, que tiene como entrada un arco apuntado y junto a ella el acceso al templo.
Un óculo ubicado en el lado del evangelio en el alto coro y una ventana en el bajo. Hay ventanas en el primer tramo por el lado del evangelio y  el tres primeros del lado de la epístola. La ventana central del lado de la epístola,  una bella bífora, es similar a las dos del ábside que están tapadas por el retablo. La ventanas están decoradas con vidrieras.
Las naves están comunicadas  mediante arcos de medio punto entre la central y las laterales. En cada tramo se alza un retablo de estilo diferente. Las naves latereles se cubren con diferentes técnicas, la de la  epístola con bóveda mientras que la del evangelio  con cubierta plana. Los muros están enlucidos  quedando al descubierto el sillar en nervios, arcos y soportes.
El altar mayor está decorado por un retablo neoclásico de gran tamaño realizado en estuco diseñado por Ventura Rodríguez y construido por el arquitecto bregares, Miguel Antonio de Jauregui.

### Las capillas

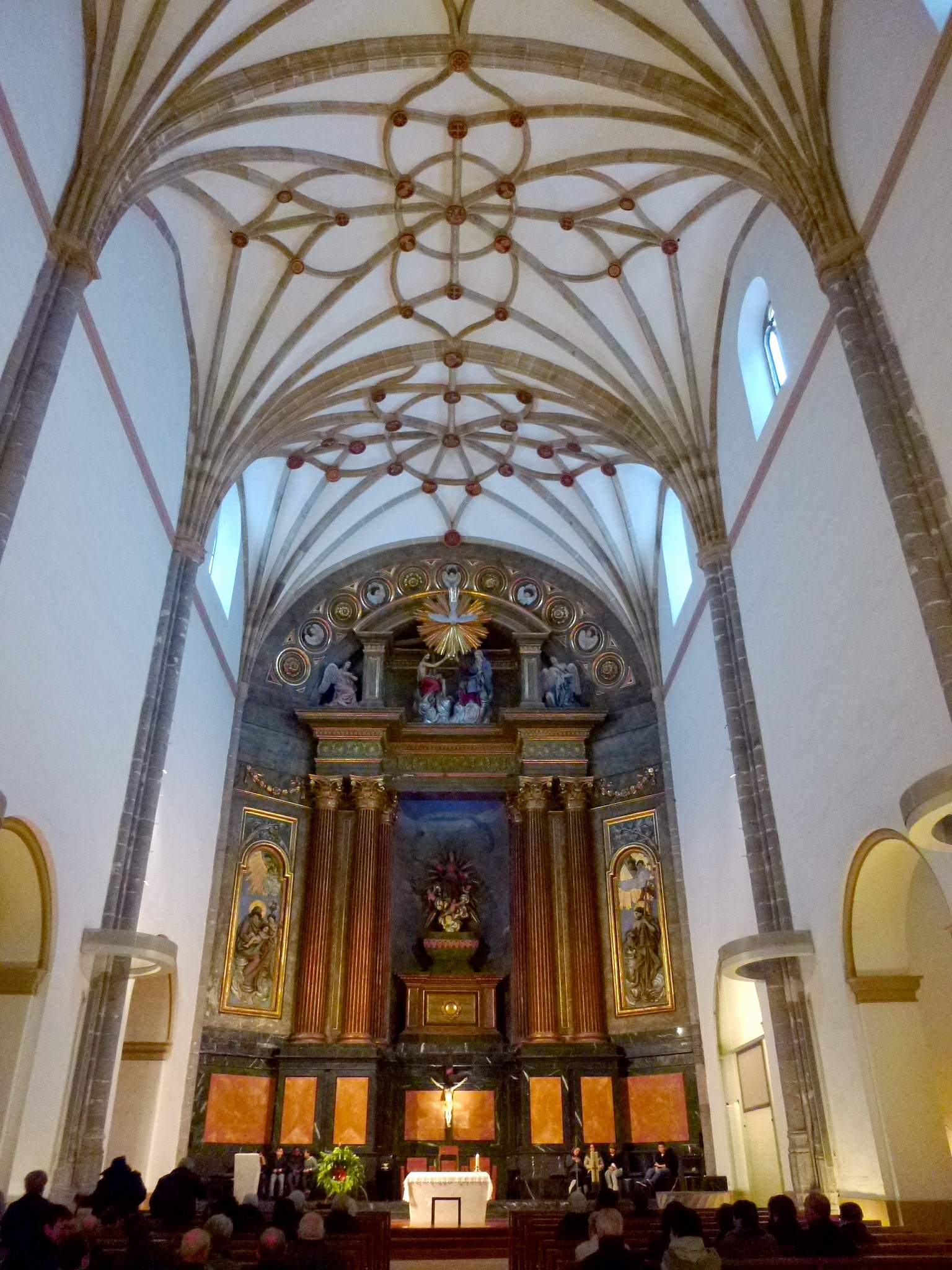
Interior de la iglesia de Santa María la Real.

En cada nave lateral se abren tres capillas que se conforman mediante un arco de medio punto que sirve de acceso desde la nave central. Las capillas son; en el lado de la epístola:
Capilla del Nazareno.
Data del siglo XVIII. Tiene un retablo barroco del siglo XVII, con imágenes de San Ignacio de Nazaret y San Ignacio de Loyola. Allí se muestra la maqueta de la portada de la iglesia realizada por Iñaki Itxasoi.
Sitio de servicio.
Hoy es un espacio de servicio donde se ubican  los aseos, un pequeño almacén y la puerta de Buztina. En la segunda mitad del siglo XX fue capilla de Santa Bárbara que contaba con un retablo hoy desaparecido, y antes sacristía.
Sacristía.
Se cierra con grandes vidrieras, una de las cuales se abre para usarse como mampara durante los servicios. En su interior se conserva un retablo del Calvario del siglo XVII, de la época en que era capilla de la Vera Cruz. Al fondo está la escalera de acceso a las habitaciones superiores.
En el lado del evangelio:
Capilla de Dolorosa.
Data del siglo XVIII Tiene un retablo barroco del siglo XIX, con imágenes de Dolorosa y San Miguel. En esta capilla se encuentra la segunda puerta de la iglesia, la puerta pequeña.
Capilla de confesión.
Dispone en su interior de una gran estructura de madera, para utilizar el interior como confesionario. Anteriormente fue la capilla de las  ánimas del purgatorio que contaba con un retablo neoclásico hoy desaparecido.
Capilla del Sagrario.
Durante la última restauración se trajo aquí el sagrario de mármol blanco desde el presbiterio. Anteriormente fue la capilla de los Milagros o de la Milagrosa.

### El exterior
En el exterior se observan los contrafuertes correspondientes a los apoyos interiores y los seis machones que crean los cinco lados del ábside pentagonal. Sobre el ábside se puede ver la única gárgola gótica, de la primera mitad del siglo XVI, que queda. Destaca el aparejo de los muros realizado en sillería de caliza y ofítica en las parte más primitivas mientras se utiliza mampostería para otras realizaciones más recientes y hormigón para las más actuales. Los muros están rematados con cornisa de piedra.
La torre, de sección cuadrada, se ubica en el ángulo entre las fachadas sur y oeste alzandose sobre el núbleo urbano de la villa. Tiene un cuerpo superior ochavado con un vano de medio punto por lado para las campanas.  Se remata con florones y una cúpula coronada con una bola y una gran cruz de hierro forjado.

### El atrio

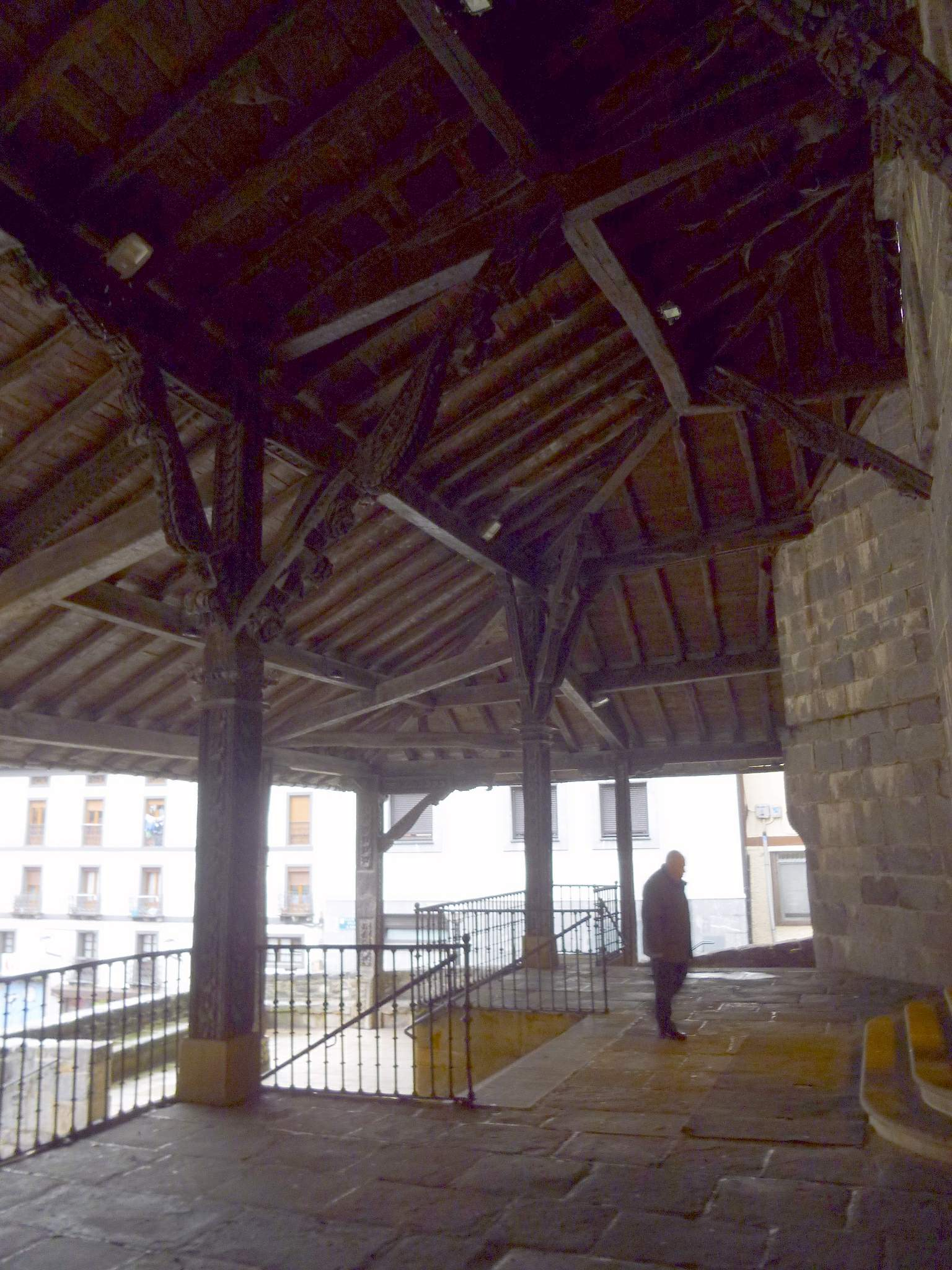
Vista parcial del pórtico.

A los pies de la iglesia se abre el atrio que corre por la fachada norte y protege los accesos al templo. El acceso principal es en arco alterado y el secundario está realizado en arco rebajado.  Hay dos dos pares de ventanas geminadas sin ajimez en arco de medio punto.  Destaca en este pórtico el trabajo de talla de la madera que lo conforma. Fue realizado en 1666 por el tallista Pedro de Aldazabal Maldalzeta sobre traza del maestro carpintero debarra, Antonio de Anziondo.
Columnas, vigas zapatas, tornapuntas...  todos los elementos de madera están profusamente trabajado combinando motivos renacentistas, que perduran sobremanera en el arte popular, con otros claramente barrocos. El 17 de julio de 1984 fue declarado  Monumento Histórico-Artístico de carácter nacional mediante el decreto 265/1984.
La entrada de la iglesia está conformada por dos áreas rectangulares, una frente a la iglesia de 24,5 metros de longitud y el otro de 20,5 metros con un fondo de casi 12 metros con una superficie de unos 525 meros cuadrados. El edificio de la iglesia está situado en una zona con un gran desnivel lo que hace que el pórtico tenga tres niveles diferentes. Justo frente al templo hay dos niveles separados por tres escalones formados por gradas para pasar de uno a otro. Un tercer nivel se sitúa en el lado izquierdo, entre los dos anteriores.
La estructura del pórtico está realizada en madera de castaño y se  apoya en columnas exteriores y el muro del edificio, complementadas por tres columnas intermedias. La estructura está formada por más de 200 piezas talladas con motivos varios (hojas, flores, frutos, dibujos geométricos...) todo ello en un estilo renacentista. En una de las vigas centrales se puede leer la leyenda "ANNO 1666" que data la obra.
Hay tres columnas de piedra, una en el frente y otras dos en la parte izquierda que remplazaron otras de madera en alguna intervención de mantenimiento a lo largo del tiempo.
En los primeros meses del año 1665 en obispo de Calahora, diócesis de la que dependía en aquel tiempo el templo, dio orden de que se construyera un pórtico que permitiera "celebrar procesiones con mal tiempo y sacar a los niños para los bautismos" diciendo lo siguiente 

La iglesia está sin pórtico, y lo necesita, de hecho, para realizar las habituales procesiones, porque si llueve se pierden los adornos y en lugar de devoción hay desvergüenza, además de sacar a los niños durante bautismos, y con su permiso se pueden hacer albergues y tribunas cubiertas, gastando lo necesario de los bienes de la iglesia.

En abril de 1665 llega el permiso formal de construcción y en mayo se realiza la licitación de la obra con el proyecto realizado con antelación por el carpintero debatarra Antonio de Anziondo, tras tres concursos fallidos, gana el cuarto el carpintero local Pedro de Aldazabal.
También se licitaron materias primas; Martín Ruiz de Aguirre y Andrés de Beiztequi trabajaron con la madera de Egoza, Pedro de Irazabala de Larrasou en Francia y Antonio Fernández de Betolaza de Elgoibar con los azulejos. 
Las obras comenzaron en 1665 y finalizaron el año siguiente. En el siglo XIX se produce una reconstrucción que afecta a casi la mitad de la estructura, fue en ese momento donde se introdujeron las columnas de piedra y también se cambió la forma del tejado.
En las décadas de 1960 y 1970 se comenzó a pedir la restauración de la estructura desde varios medios y voces y en 1979 se realiza una maqueta del mismo para iniciar la restauración de la estructura. Se desmontó la misma y se trató cada elemento de forma individual volviendo a montar toda ella. Los trabajos duraron cuatro años, en 1983 se presentó el pórtico remozado.